# Pena di morte (racconto)
Pena di morte (titolo originale in francese Peine de mort) è un racconto dello scrittore belga Georges Simenon con protagonista il personaggio del commissario Maigret.
Il racconto fu scritto a Neuilly-sur-Seine, nell'ottobre del 1936.

## Trama
Per riuscire a scoprire chi ha ucciso il conte Adalbert d'Oulmont nella sua camera d'albergo derubandolo, Maigret da 12 giorni è alle calcagna del nipote Jehan, principale indiziato, che insieme alla sua amante Sonia Lipchitz, senza più soldi, lascia il suo albergo e sale su un treno per Bruxelles. Dopo altri 3 giorni in cui li segue ovunque, la sera entrano in un night e qui scatta la trappola di Maigret. Fa arrestare Jehan che prima di arrendersi prende dalla borsetta dell'amante una pistola, fatta sostituire da Maigret con una a salve mentre tutti ballano, e spara al commissario. In conclusione per evitare la pena di morte vigente in Francia per aver ucciso lo zio, Jehan aveva deciso di commettere un altro delitto in Belgio, dove non c'è la pena capitale, prima di essere estradato preferendo l'ergastolo al patibolo.

## Edizioni
In francese fu pubblicato per la prima volta su "Paris-Soir-Dimanche" (supplément), n° 47 e n° 48, rispettivamente del 15 e 22 novembre 1936, poi in volume nel 1944 nella raccolta Les nouvelles enquêtes de Maigret, presso Gallimard, sesta di 9 inchieste della prima serie.
In italiano il racconto è uscito la prima volta per Mondadori nel 1954, nella collana "I Capolavori Dei Gialli Mondadori" (n° 2); quindi nel 1962 nella raccolta Maigret in Rue Pigalle, traduzione di Elena Cantini, collana “Romanzi di Simenon” (n° 185) e nel 1968 nella stessa raccolta ma in due volumi della collana “Le inchieste del commissario Maigret” (n° 53); quindi dal 1973 nella collana "Oscar" (n° 476). È stato poi incluso nel 2012 nella raccolta Rue Pigalle e altri racconti, nella traduzione di Annamaria Carenzi Vailly per Adelphi (parte della collana "gli Adelphi", al n° 424).

## Film e televisione
Non risultano adattamenti sugli schermi del racconto.